# Guthi Soma
Guthi Soma, Guthi Szimcha Sámuel, 1886-ig Guttman Soma (Tállya, 1866. február 8. – Budapest, 1930. január 5.) ügyvéd, író, újságíró.

## Élete
Guthi Soma a Zemplén vármegyei Tállyán született, ahol apja, Gutman Jakab iskolaigazgató, anyja Liszauer Száli volt.
A jogot a budapesti egyetemen végezte, majd 1891-től mint ügyvéd működött Budapesten és kizárólag a bűnügyi védelemre adta magát. Munkája mellett egyúttal a Pesti Hírlap, majd a Pesti Napló munkatársa is volt.
Népszerűek voltak törvényszéki humoros karcolatai, melyeket Gutius álnéven 7 kötetben jelentetett meg.
Színműveit a Nemzeti Színházban, a Vígszínházban és a Népszínházban adták elő.

## Családja
Felesége Füredi Eszter (1867–1942) volt, Füredi Ignác tanár és Saphier Katalin lánya, akit 1891. július 14-én Budapesten vett nőül.
Leánya, Devecseriné Guthi Erzsébet író és műfordító, Devecseri Gábor író édesanyja,

## Művei
- Kaczagó Themis. Humoros karczolatok a törvényszéki teremből. (Budapest, 1888. Füredivel együtt.)
- A vádlottak padján. Humoros karczolatok a rendőrség, a büntető törvényszék és a járásbiróság köréből. (Budapest, 1894. 2. kiadás)
- Egy könnyelmű leány története. Regény. (Budapest, 1893)
- A polgári házasságról. (Budapest, 1894. Pax névvel)
- Doktor Szeleburdi (vígjáték, 1897)
- Smólen Tóni (bohózat, 1905)
- Fekete könyv (novellák, Budapest, 1907–1908)
- Egy detektív naplójából (1910)
- A cilinder (bohózat, 1914)